# Donationsprofessur
Donationsprofessur är en professorstjänst som finansieras genom en riktad extern donation till högskolan. Tjänsten kan antingen tillsättas direkt av högskolan eller utlysas i öppen konkurrens och med extern sakkunniggranskning. Det finns ingen formell bortre gräns för en donationsprofessur, men beroende på donationens storlek kan anställningen tidsbegränsas. Det har också förekommit att finansieringsansvaret övertagits av den aktuella högskolan när donationsmedlen förbrukats.

## Sverige
Den högskola eller universitet i Sverige som har flest donationsprofessurer är Handelshögskolan i Stockholm. Högskolan har cirka tjugo donationsprofessurer finansierade av stiftelser, företag och privatpersoner. Handelshögskolans äldsta donationsprofessur är A O Wallenbergs professur i nationalekonomi och bankvetenskap, inrättad 1917 efter en donation från Knut och Alice Wallenbergs stiftelse.